# 劉耕
劉耕（1485年—？年），字伯田，陕西临洮府蘭州官籍福建宁化县人。明朝政治人物。

## 生平
治《礼记》，正德八年（1513年）陕西鄉試第五名舉人，年三十九歲中式嘉靖二年（1523年）癸未科會試第一百八十四名，第三甲第二百三十六名進士。官至河南按察司佥事。

## 家族
曾祖刘荣。祖父刘义，贈光禄寺署丞。父刘玉，州同知。前母韓氏，封孺人；母张氏。慈侍下。弟刘耘、刘耔。